# خوان گیسبرت، سینیور
 خوان گیسبرت، سینیور (انگلیسی: Juan Gisbert, Sr.؛ زاده ۵ آوریل ۱۹۴۲) یک تنیس‌باز اهل اسپانیا است.